# Apristurus indicus
Apristurus indicus är en hajart som först beskrevs av Brauer 1906.  Apristurus indicus ingår i släktet Apristurus och familjen rödhajar. IUCN kategoriserar arten globalt som otillräckligt studerad. Inga underarter finns listade i Catalogue of Life.

## Bildgalleri

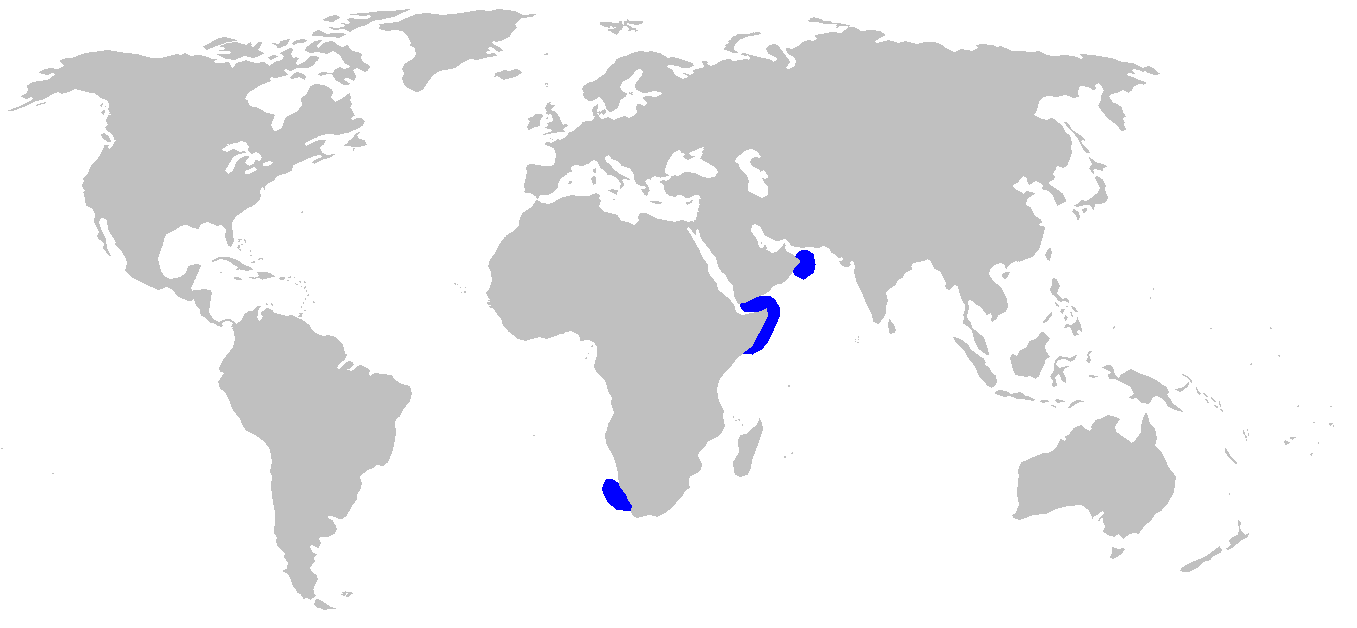